# Gallifa (Sant Boi de Lluçanès)
Gallifa és un veïnat de Sant Boi de Lluçanès (Osona). La masia, la masoveria i la capella romànica de Sant Miquel de Gallifa estan incloses en l'Inventari del Patrimoni Arquitectònic Català.

## Mas Gallifa
Edifici de planta rectangular i teulat a doble vessant amb el carener perpendicular a la façana principal. Els murs són de pedres irregulars i poc morter i carreus ben tallats a les cantonades. És una construcció de planta, dos pisos i unes petites golfes. L'ordenació de totes les façanes és regular tot i que a la façana esquerra se li ha adossat un porxo de dos pisos de construcció més recent. Totes les obertures tenen llindes i muntants de pedra treballada i les finestres tenen a més els ampits que sobresurten lleugerament de la línia de façana. El portal d'accés és format per un arc escarser.
Al seu costat hi ha un paller, es tracta d'un edifici de planta rectangular i teulat de doble vessant construït amb murs de pedres irregulars i poc morter a les parts centrals i pedres irregulars de gran dimensions a les cantonades. Sols presenta una obertura rectangular central que deixa veure els dos pisos de la construcció, el segon amb terra de fusta. L'eix central del paller és una columna de pedres irregulars i molt morter possiblement feta amb un motllo a causa de la seva irregularitat.

## Masoveria de Gallifa
Edifici de planta rectangular, de planta i dos pisos, amb teulat a doble vessant lateral a la façana principal. Presenta diverses fases constructives i una ampliació a la part esquerra de la façana principal amb un curiós balcó cantoner. La porta és adovellada. Una part de la casa ha estat reformada recentment i recoberta exteriorment amb ciment. Totes les finestres tenen llindes, muntants i ampits de pedra treballada.

## Sant Miquel de Gallifa
Edifici orientat a llevant d'una nau amb absis semicircular i coberta amb volta de canó i teula àrab a l'exterior. Les parets exteriors són llises excepte la de l'absis, que té un fris d'arcuacions llombardes. Té dues finestres a l'absis i una porta rectangular a la façana de ponent sobre la qual hi ha un campanar d'espadanya amb dos arcs.
Es distingeixen clarament tres fases constructives. La primera és de la segona meitat del segle xi, a la nau i l'absis. La segona és la del campanar d'espadanya i la tercera és la reconstrucció de la porta.

## Història
Documentada com a capella rural depenent de la parròquia de Sant Boi de Lluçanès, apareix amb el nom de Vila-Seca l'any 1150. La dependència de Gallifa, mas del qual agafa el nom, es comprova en la donació de Pere de Gallifa a la seva filla Dolça, l'any 1244. Possiblement el 1686, quan el bisbe Pasqual visita la parròquia de Sant Boi, aquesta capella no tenia culte i el mateix bisbe mana enguixar-la i reparar la teulada. Devastada el 1936, fou oberta de nou al culte fa pocs anys, d'ençà que els propietaris del mas Gallifa han restaurat la capella, la masia i els voltants.
Edifici que bàsicament es va construir a la segona meitat del segle xviii. La llinda de la porta d'entrada duu la següent inscripció: JOAN GALLIFA HA RENOVAT LO SEU MAS 1789. Altres llindes de finestres portes les dates. 1784, 1791 i 1802. La primitiva construcció era medieval, possiblement contemporània a la propera església romànica de Sant Miquel de Gallifa, consagrada el 1150.